# Carmen de Viboral
Carmen de Viboral este un municipiu în Columbia, în departamentul Antioquia.